# 국방일보
국방일보(國防日報)는 대한민국 국방부 산하 국방홍보원에서 발행하는 대한민국 국군 일간지이다. 장병의 정훈교육, 정서순화를 위한 신문이며 군사정책, 군 동정 등 군 관련 소식도 다룬다. 군부대에서 널리 배급된다.

## 역사
1964년 11월 16일 국방부 정훈섭외국 정훈과 신문계에서 일간신문으로 창간된 戰友(전우)가 시작이다. 1967년 1월 제호를 戰友新聞(전우신문)으로 바꾸었다. 1969년 1월 1일 가로쓰기를 도입하고 제호도 "전우신문"으로 한글화했다.
1972년에 컬러화 시작됐고, 1974년 1월 타블로이드판 8면 가로쓰기를 하였다. 1979년 8월 정훈국 신문계는 '국군신문제작소직제'에 의해 국군신문제작소로 승격되었다. 1981년 11월 2일 국군신문제작소는 국군영화제작소·국군방송실과 통합되어 국군홍보관리소로 개편되었다. 1988년 10월 대판 가로쓰기에 이어 1989년부터는 일반 유료광고도 게재하기 시작했다.
1990년 3월 제호를 國防日報(국방일보)로 조판형태는 세로쓰기로 변경했고, 1997년 1월에는 제호를 한글 ‘국방일보’로, 조판형태를 가로쓰기로 변경했다.
2000년 8월 28일에는 국방홍보관리소가 국방홍보원으로 승격하여 현재 국방일보는 국방홍보원에서 출판하고 있다. 2000년대에 들어서는 발행부수가 증간되었고, 2002년 3월에는 처음으로 지하철 가두판매대에서 유료판매를 시작했다. 2005년 7월부터는 주 5일제 근무정착에 따라 주 5회 일일 12면 발행으로 발행면수를 조정했고, 2010년 1월 1일에는 판형을 대판에서 현재의 타블로이드판으로 변경하고 발행면수도 24면으로 증면했다.